# Cerapachys jovis
Cerapachys jovis är en myrart som beskrevs av Auguste-Henri Forel 1915. Cerapachys jovis ingår i släktet Cerapachys och familjen myror. Inga underarter finns listade i Catalogue of Life.

## Bildgalleri

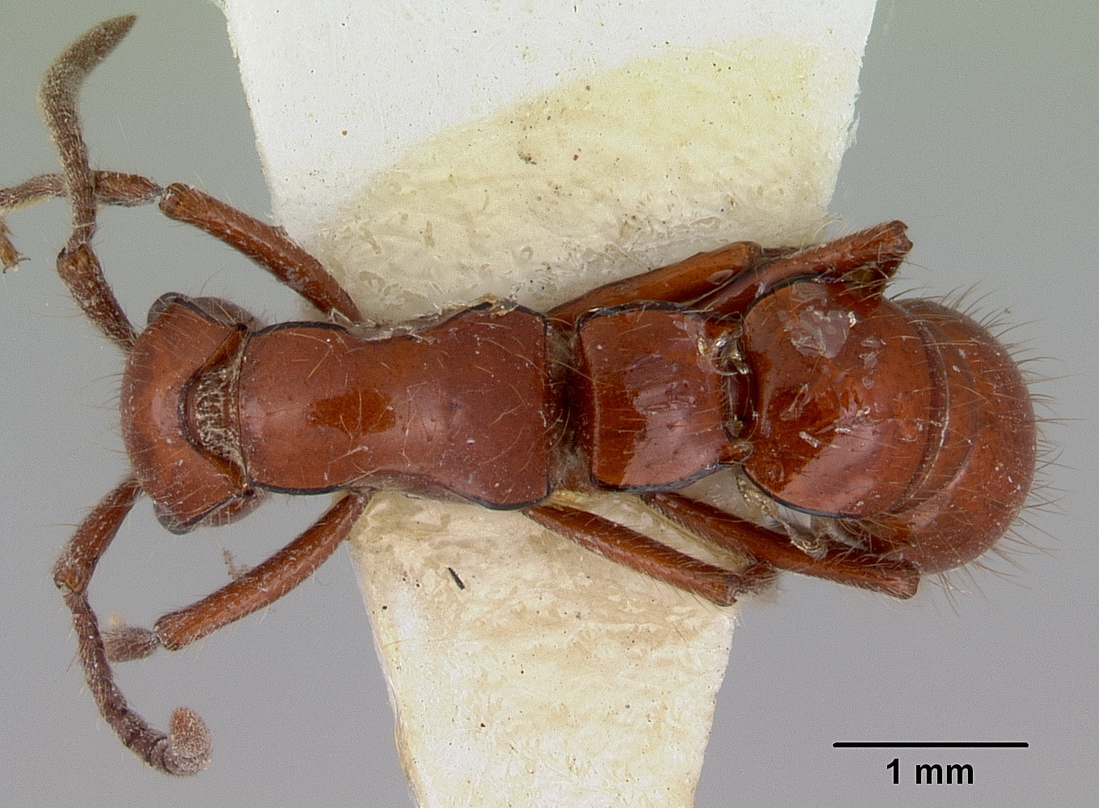
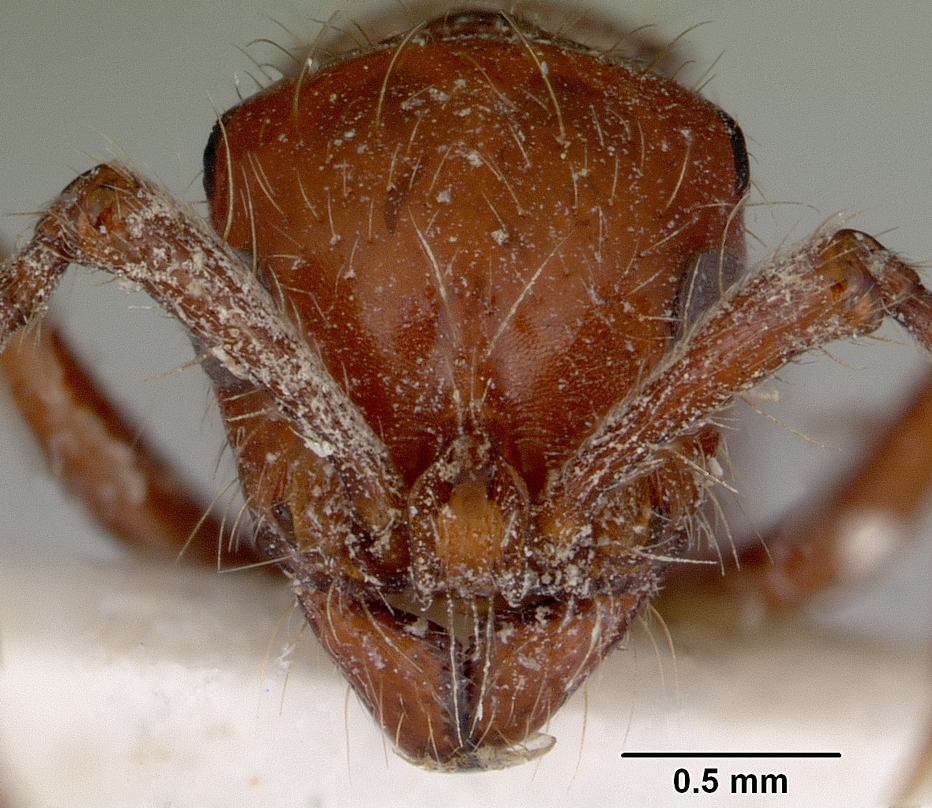
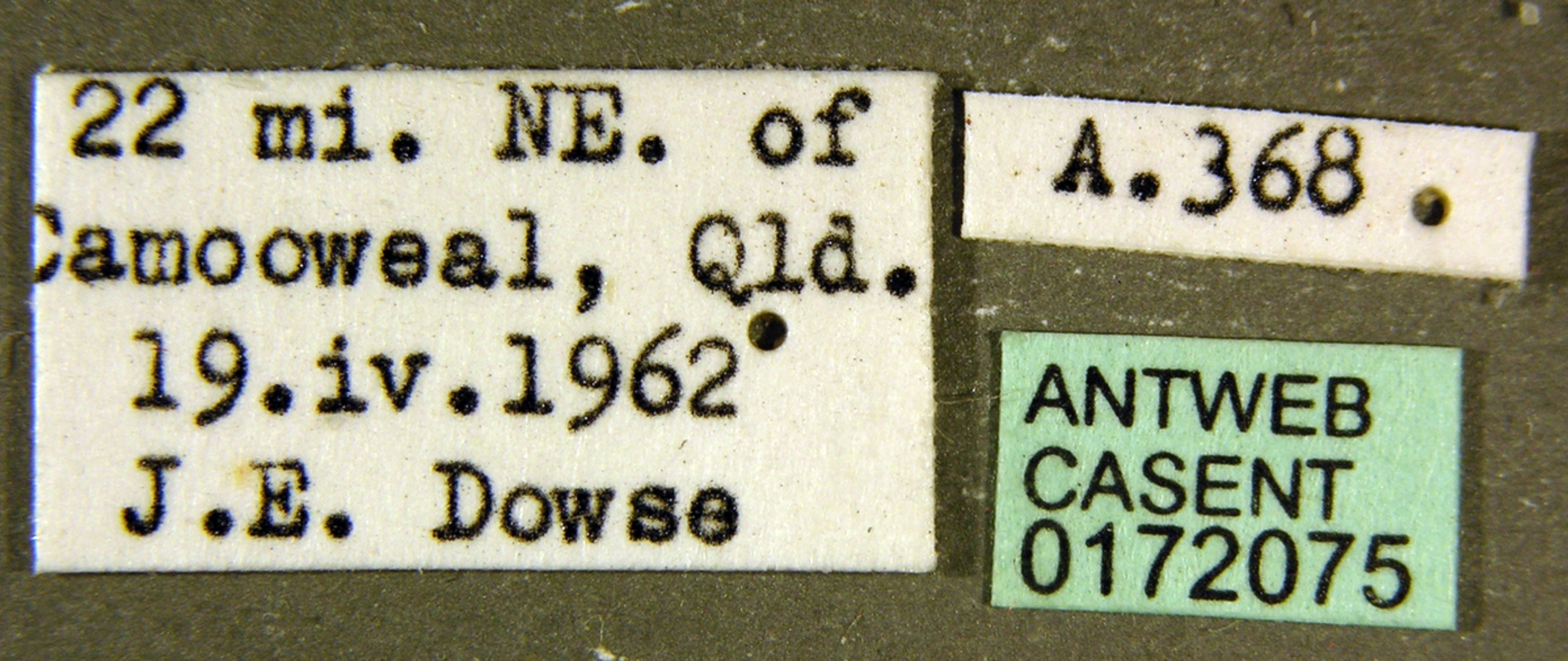
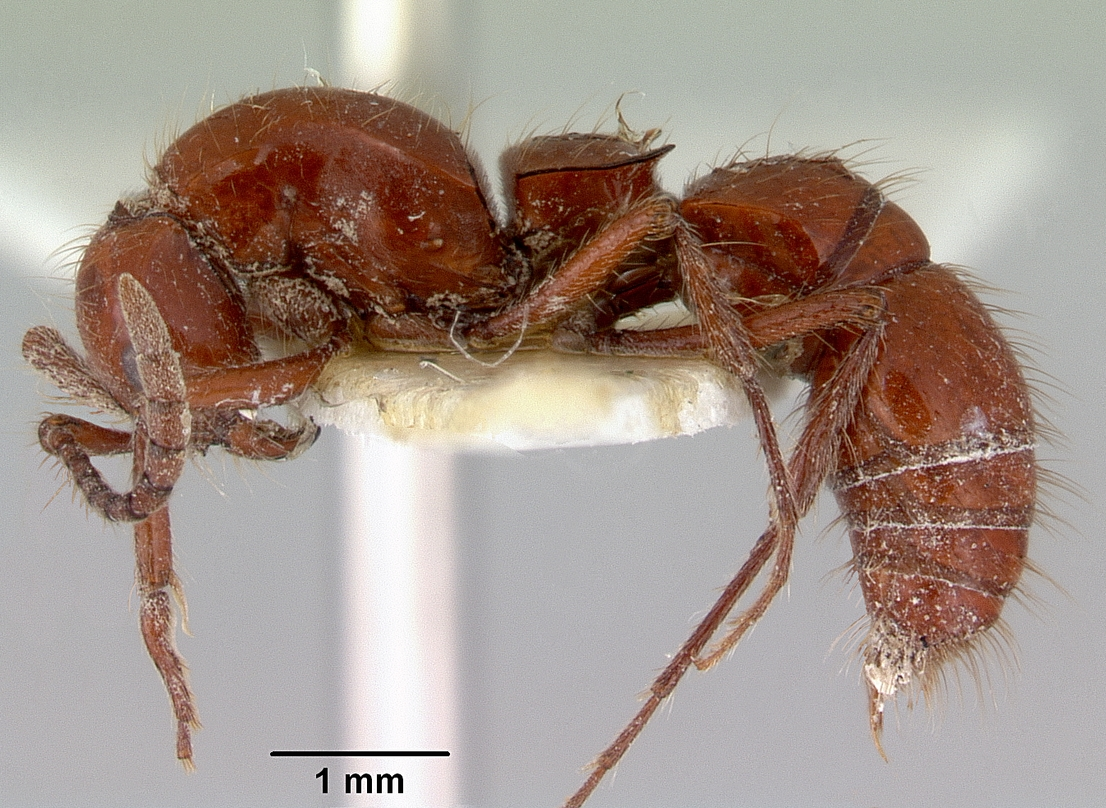
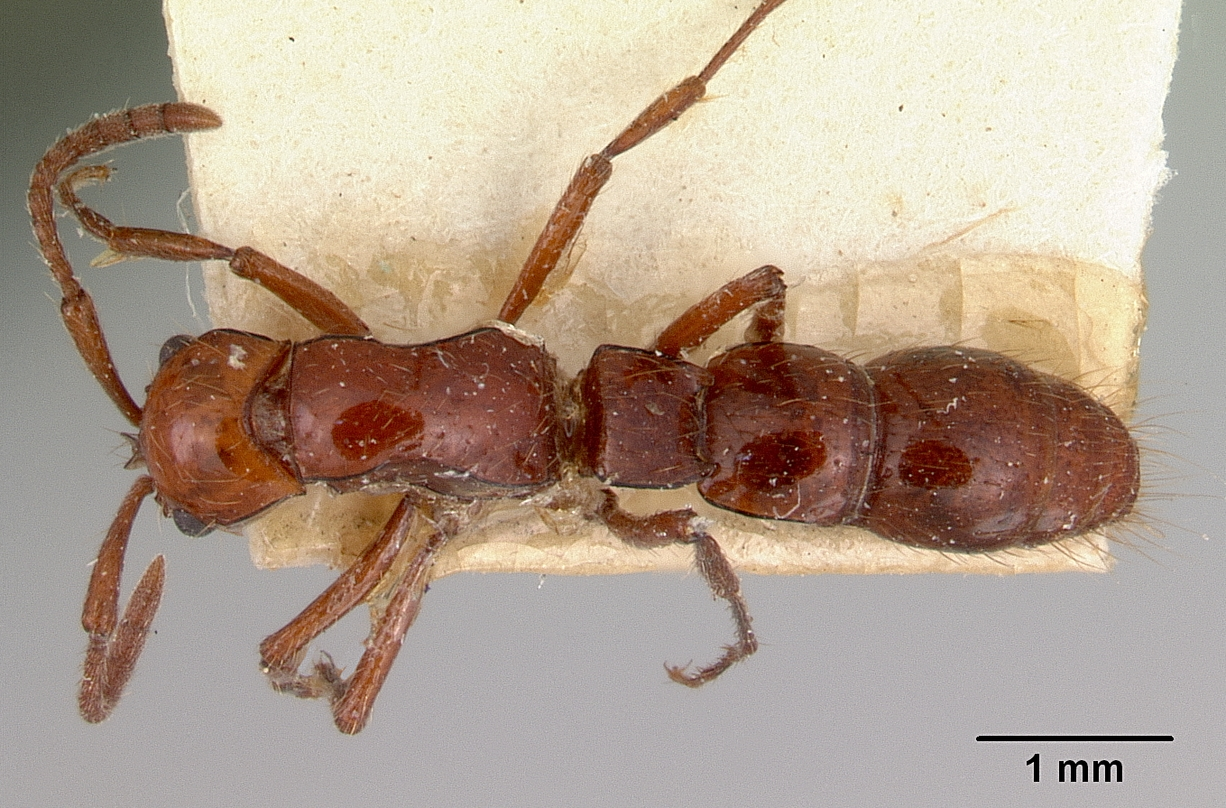
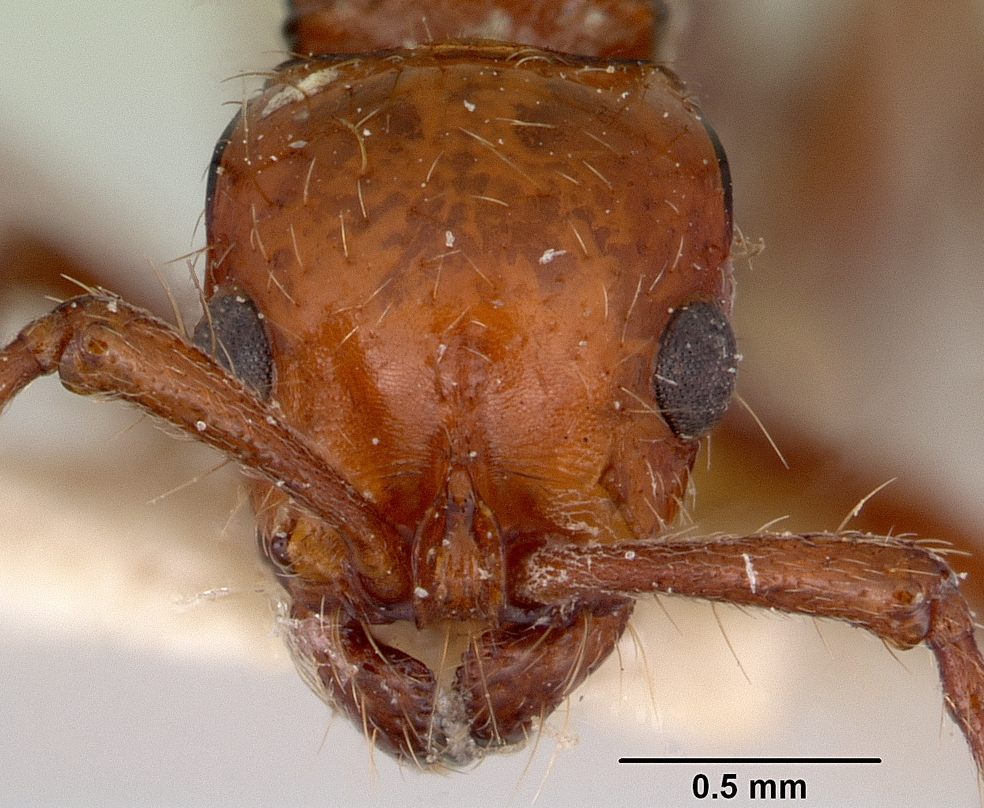